# Wiktor Golikow
Wiktor Andriejewicz Golikow (ros. Виктор Андреевич Голиков, ur. 1914, zm. 1997) – radziecki działacz partyjny.

## Życiorys
W 1935 ukończył Rostowski Instytut Pedagogiczny, 1935-1940 był wykładowcą, od 1939 należał do WKP(b), od 1940 był funkcjonariuszem Komsomołu i partii. W 1945 ukończył Wyższą Szkołę Partyjną przy KC KPZR, 1955-1956 był pomocnikiem I sekretarza KC KPK, 1956-1960 pomocnikiem sekretarza KC KPZR, a 1960-1963 pomocnikiem przewodniczącego Prezydium Rady Najwyższej ZSRR Leonida Breżniewa. Następnie pomocnik Breżniewa jako sekretarza, 1964-1966 I sekretarza KC KPZR, a 1966-1982 sekretarza generalnego KC KPZR, 1982-1983 konsultant Grupy Konsultantów przy Sekretariacie KC KPZR, 1981-1986 zastępca członka KC KPZR, od 1983 na emeryturze. Deputowany do Rady Najwyższej ZSRR 10 kadencji.